# Athlétisme aux Jeux olympiques d'été de 1956
Pour des articles plus généraux, voir Jeux olympiques d'été de 1956 et Athlétisme aux Jeux olympiques.
Navigation
Les épreuves d'athlétisme des Jeux olympiques d'été de 1956 ont eu lieu du 24 novembre au 1er décembre 1956 au Melbourne Cricket Ground de Melbourne, en Australie. 720 athlètes issus de 61 nations ont pris part aux 33 épreuves du programme (24 masculines et 9 féminines).

## Faits marquants
- L'Australienne Betty Cuthbert, appelée la « fille en or », remporte 3 médailles d'or (100 m, 200 m et relais 4 × 100 m) alors qu'elle n'a que 18 ans.
- L'Américain Bobby Joe Morrow remporte également 3 médailles d'or sur 100 m, 200 m et relais 4 × 100 m[1].
- Le Français Alain Mimoun remporte la médaille d'or au marathon, il était second aux Jeux olympiques d'été de 1952.

## Résultats

### Hommes
| Épreuves | Or                                                                              | Argent                                                                                        | Bronze                                                                                       |
| --- | ------------------------------------------------------------------------------- | --------------------------------------------------------------------------------------------- | -------------------------------------------------------------------------------------------- |
| 100 m détails | Bobby Joe Morrow (USA) 10 s 5                                                   | Thane Baker (USA) 10 s 5                                                                      | Hector Hogan (AUS) 10 s 6                                                                    |
| 200 m détails | Bobby Joe Morrow (USA) 20 s 6 (OR)                                              | Andy Stanfield (USA) 20 s 7                                                                   | Thane Baker (USA) 20 s 9                                                                     |
| 400 m détails | Charlie Jenkins (USA) 46 s 7                                                    | Karl-Friedrich Haas (EUA) 46 s 8                                                              | Ardalion Ignatyev (URS) 47 s 0                                                               |
| 400 m détails | Charlie Jenkins (USA) 46 s 7                                                    | Karl-Friedrich Haas (EUA) 46 s 8                                                              | Voitto Hellsten (FIN) 47 s 0                                                                 |
| 800 m détails | Tom Courtney (USA) 1 min 47 s 7                                                 | Derek Johnson (GBR) 1 min 47 s 8                                                              | Audun Boysen (NOR) 1 min 48 s 1                                                              |
| 1 500 m détails | Ron Delany (IRL) 3 min 41 s 2                                                   | Klaus Richtzenhain (EUA) 3 min 42 s 0                                                         | John Landy (AUS) 3 min 42 s 0                                                                |
| 5 000 m détails | Volodymyr Kuts (URS) 13 min 39 s 6                                              | Gordon Pirie (GBR) 13 min 50 s 6                                                              | Derek Ibbotson (GBR) 13 min 54 s 4                                                           |
| 10 000 m détails | Volodymyr Kuts (URS) 28 min 45 s 6                                              | József Kovács (HUN) 28 min 52 s 4                                                             | Allan Lawrence (AUS) 28 min 53 s 6                                                           |
| Marathon détails | Alain Mimoun (FRA) 2 h 25 min 00 s                                              | Franjo Mihalić (YUG) 2 h 26 min 32 s                                                          | Veikko Karvonen (FIN) 2 h 27 min 47 s                                                        |
| 110 m haies détails | Lee Calhoun (USA) 13 s 5                                                        | Jack Davis (USA) 13 s 5                                                                       | Joel Shankle (USA) 14 s 1                                                                    |
| 400 m haies détails | Glenn Davis (USA) 50 s 1                                                        | Edward Southern (USA) 50 s 8                                                                  | Joshua Culbreath (USA) 51 s 6                                                                |
| 3 000 m steeple détails | Chris Brasher (GBR) 8 min 41 s 2                                                | Sándor Rozsnyói (HUN) 8 min 43 s 6                                                            | Ernst Larsen (NOR) 8 min 44 s 0                                                              |
| 4 × 100 m détails | États-Unis Thane Baker Leamon King Bobby Joe Morrow Ira Murchison 39 s 5 (WR)   | Union soviétique Leonid Bartenyev Yuriy Konovalov Vladimir Sukharev Boris Tokarev 39 s 8 (AR) | Équipe unifiée d'Allemagne Heinz Fütterer Manfred Germar Lothar Knörzer Leonhard Pohl 40 s 3 |
| 4 × 400 m détails | États-Unis Tom Courtney Charlie Jenkins Louis Jones Jesse Mashburn 3 min 04 s 7 | Australie Graham Gipson Kevan Gosper Leon Gregory David Lean 3 min 06 s 0                     | Grande-Bretagne Francis Higgins Derek Johnson John Salisbury Michael Wheeler 3 min 07 s 1    |
| 20 km marche détails | Leonid Spirin (URS) 1 h 31 min 28                                               | Antanas Mikėnas (URS) 1 h 32 min 03                                                           | Bruno Junk (URS) 1 h 32 min 12                                                               |
| 50 km marche détails | Norman Read (NZL) 4 h 30 min 43 s                                               | Yevgeniy Maskinskov (URS) 4 h 32 min 57 s                                                     | John Ljunggren (SWE) 4 h 35 min 02 s                                                         |
| Saut en longueur détails | Greg Bell (USA) 7,83 m                                                          | John Bennett (USA) 7,68 m                                                                     | Jorma Valkama (FIN) 7,48 m                                                                   |
| Triple saut détails | Adhemar da Silva (BRA) 16,35 m                                                  | Vilhjálmur Einarsson (ISL) 16,26 m                                                            | Vitold Kreyer (URS) 16,02 m                                                                  |
| Saut en hauteur détails | Charles Dumas (USA) 2,12 m (OR)                                                 | Charles Porter (AUS) 2,10 m                                                                   | Igor Kashkarov (URS) 2,08 m                                                                  |
| Saut à la perche détails | Bob Richards (USA) 4,56 m (OR)                                                  | Robert Gutowski (USA) 4,53 m                                                                  | Yeóryios Roubánis (GRE) 4,50 m                                                               |
| Lancer du poids détails | Parry O'Brien (USA) 18,57 m                                                     | William Nieder (USA) 18,18 m                                                                  | Jiří Skobla (TCH) 17,65 m                                                                    |
| Lancer du disque détails | Al Oerter (USA) 56,36 m                                                         | Fortune Gordien (USA) 54,81 m                                                                 | Desmond Koch (USA) 54,40 m                                                                   |
| Lancer du marteau détails | Harold Connolly (USA) 63,19 m (OR)                                              | Mikhail Krivonosov (URS) 63,03 m                                                              | Anatoliy Samotsvetov (URS) 62,56 m                                                           |
| Lancer du javelot détails | Egil Danielsen (NOR) 85,71 m (WR)                                               | Janusz Sidło (POL) 79,98 m                                                                    | Viktor Tsybulenko (URS) 79,50 m                                                              |
| Décathlon détails | Milt Campbell (USA) 7 937 pts (OR)                                              | Rafer Johnson (USA) 7 587 pts                                                                 | Vasily Kuznetsov (URS) 7 465 pts                                                             |
| Records et Performances - AR : Record continental (area record) - CR : Record des championnats (championship record) - MR : Record du meeting (meet record) - NR : Record national (national record) - OR : Record olympique (olympic record) - PR : Record paralympique (paralympic record) - PB : Record personnel (personal best) - SB : Meilleure performance personnelle de la saison (season's best) - WL : Meilleure performance mondiale de l'année (world leader) - WJR : Record du monde junior (world junior record) - WR : Record du monde (world record) Circonstances et Conditions - DNF : N'a pas terminé (did not finish) - DNS : N'a pas pris le départ (did not start) - DQ : Disqualification (disqualification) - NM : Aucun essai valable enregistré (No Mark) - Q : Qualifié « directement » au prochain tour (ou à la prochaine compétition), lors d'une compétition majeure, grâce au classement ou à la réalisation des minima (automatic qualifier) - q : Qualifié au prochain tour (ou à la prochaine compétition), lors d'une compétition majeure, grâce au repêchage ou à la réalisation de l'une des meilleures performances parmi celles des « non qualifiés directement » (grâce au meilleur temps ou à la meilleure distance par exemple) (secondary qualifier) |                                                                                 |                                                                                               |                                                                                              |

## Tableau des médailles
| Rang  | Nation                     | Or | Argent | Bronze | Total |
| ----- | -------------------------- | -- | ------ | ------ | ----- |
| 1     | États-Unis                 | 16 | 10     | 5      | 31    |
| 2     | Union soviétique           | 5  | 7      | 10     | 22    |
| 3     | Australie                  | 4  | 2      | 6      | 12    |
| 4     | Grande-Bretagne            | 1  | 4      | 2      | 7     |
| 5     | Pologne                    | 1  | 1      | 0      | 2     |
| 6     | Norvège                    | 1  | 0      | 2      | 3     |
| 7     | Tchécoslovaquie            | 1  | 0      | 1      | 2     |
| 8     | Brésil                     | 1  | 0      | 0      | 1     |
| 8     | France                     | 1  | 0      | 0      | 1     |
| 8     | Irlande                    | 1  | 0      | 0      | 1     |
| 8     | Nouvelle-Zélande           | 1  | 0      | 0      | 1     |
| 12    | Équipe unifiée d'Allemagne | 0  | 5      | 2      | 7     |
| 13    | Hongrie                    | 0  | 2      | 0      | 2     |
| 14    | Chili                      | 0  | 1      | 0      | 1     |
| 14    | Islande                    | 0  | 1      | 0      | 1     |
| 14    | Yougoslavie                | 0  | 1      | 0      | 1     |
| 17    | Finlande                   | 0  | 0      | 3      | 3     |
| 18    | Grèce                      | 0  | 0      | 1      | 1     |
| 18    | Suède                      | 0  | 0      | 1      | 1     |
| Total | Total                      | 33 | 34     | 33     | 100   |